# Gourdon (Saona i Loira)
Gourdon és un municipi francès, situat al departament de Saona i Loira i a la regió de Borgonya - Franc Comtat. L'any 2007 tenia 881 habitants.

## Demografia

### Població
El 2007 la població de fet de Gourdon era de 881 persones. Hi havia 352 famílies, de les quals 68 eren unipersonals (36 homes vivint sols i 32 dones vivint soles), 140 parelles sense fills, 116 parelles amb fills i 28 famílies monoparentals amb fills.
La població ha evolucionat segons el següent gràfic:
Habitants censats

### Habitatges
El 2007 hi havia 406 habitatges, 358 eren l'habitatge principal de la família, 15 eren segones residències i 33 estaven desocupats. 388 eren cases i 17 eren apartaments. Dels 358 habitatges principals, 310 estaven ocupats pels seus propietaris, 46 estaven llogats i ocupats pels llogaters i 2 estaven cedits a títol gratuït; 2 tenien una cambra, 12 en tenien dues, 43 en tenien tres, 73 en tenien quatre i 228 en tenien cinc o més. 297 habitatges disposaven pel capbaix d'una plaça de pàrquing. A 130 habitatges hi havia un automòbil i a 215 n'hi havia dos o més.

### Piràmide de població
La piràmide de població per edats i sexe el 2009 era:
| Homes | Edats   | Dones |
| ----- | ------- | ----- |
| 0     | 95 o +  | 0     |
| 0     | 90 a 94 | 0     |
| 0     | 85 a 89 | 4     |
| 0     | 80 a 84 | 4     |
| 16    | 75 a 79 | 28    |
| 12    | 70 a 74 | 12    |
| 36    | 65 a 69 | 20    |
| 40    | 60 a 64 | 28    |
| 24    | 55 a 59 | 40    |
| 36    | 50 a 54 | 36    |
| 28    | 45 a 49 | 32    |
| 44    | 40 a 44 | 44    |
| 24    | 35 a 39 | 20    |
| 28    | 30 a 34 | 28    |
| 16    | 25 a 29 | 24    |
| 16    | 20 a 24 | 12    |
| 28    | 15 a 19 | 24    |
| 32    | 10 a 14 | 24    |
| 28    | 5 a 9   | 24    |
| 4     | 0 a 4   | 20    |

## Economia
El 2007 la població en edat de treballar era de 554 persones, 387 eren actives i 167 eren inactives. De les 387 persones actives 365 estaven ocupades (205 homes i 160 dones) i 22 estaven aturades (7 homes i 15 dones). De les 167 persones inactives 87 estaven jubilades, 43 estaven estudiant i 37 estaven classificades com a «altres inactius».

### Ingressos
El 2009 a Gourdon hi havia 356 unitats fiscals que integraven 920 persones, la mediana anual d'ingressos fiscals per persona era de 19.933,5 €.

### Activitats econòmiques
Dels 31 establiments que hi havia el 2007, 2 eren d'empreses de construcció, 6 d'empreses de comerç i reparació d'automòbils, 4 d'empreses d'hostatgeria i restauració, 1 d'una empresa d'informació i comunicació, 2 d'empreses financeres, 3 d'empreses immobiliàries, 5 d'empreses de serveis, 6 d'entitats de l'administració pública i 2 d'empreses classificades com a «altres activitats de serveis».
Dels 6 establiments de servei als particulars que hi havia el 2009, 1 era un taller d'inspecció tècnica de vehicles, 1 lampisteria, 1 perruqueria, 1 veterinari i 2 restaurants.
Dels 3 establiments comercials que hi havia el 2009, 1 era un hipermercat i 2 floristeries.
L'any 2000 a Gourdon hi havia 26 explotacions agrícoles que ocupaven un total de 1.653 hectàrees.

## Equipaments sanitaris i escolars
El 2009 hi havia una escola elemental.

## Poblacions més properes
El següent diagrama mostra les poblacions més properes.